# Lista de picos ultraproeminentes do Sudeste Asiático
Esta é a lista dos 42 picos ultraproeminentes do Sudeste Asiático. Nesta região da Terra a montanha mais proeminente é o Monte Saramati (3826 m de altitude e 2885 m de proeminência), seguida pelo Ngọc Linh (2598 m de altitude e 2208 m de proeminência). No entanto, a montanha ultraproeminente mais alta é o Dapha Bum, com 4578 m de altitude mas apenas 1610 m de proeminência.

## Patkai-Chin Hills
| N. | Pico                                   | País             | Altitude (m) | Proeminência (m) | Colo (m) |
| -- | -------------------------------------- | ---------------- | ------------ | ---------------- | -------- |
| 1  | Saramati                               | Índia / Birmânia | 3826         | 2885             | 941      |
| 2  | Nat Ma Taung                           | Birmânia         | 3070         | 2148             | 922      |
| 3  | Mol Len                                | Índia / Birmânia | 3088         | 1737             | 1351     |
| 4  | Laikot                                 | Índia            | 2832         | 1659             | 1173     |
| 5  | Sangpang Bum                           | Birmânia         | 2692         | 1655             | 1037     |
| 6  | Bumhpa Bum                             | Birmânia         | 3411         | 1636             | 1775     |
| 7  | Dapha Bum                              | Índia            | 4578         | 1610             | 2968     |
| 8  | Ponto mais alto da Cordilheira Pakhain | Índia / Birmânia | 2780         | 1589             | 1191     |
| 9  | Mawhpung Bum                           | Birmânia         | 1874         | 1562             | 312      |
| 10 | Japvo                                  | Índia            | 3014         | 1551             | 1463     |
| 11 | Pico Kennedy                           | Birmânia         | 2703         | 1509             | 1194     |

## Sistema Indo-Malaio

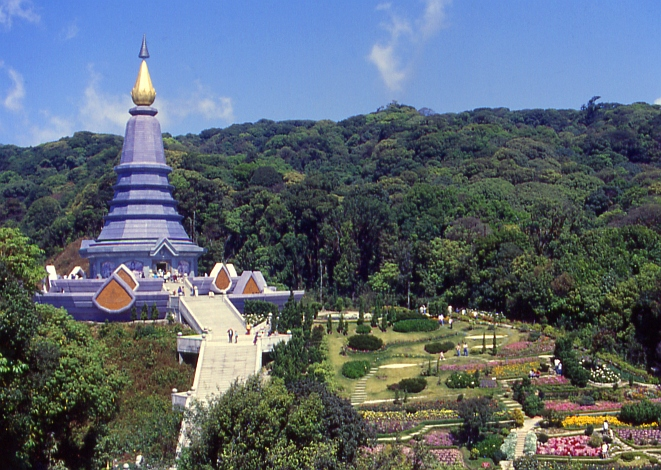
Doi Inthanon, Tailândia

| N. | Pico               | País             | Altitude (m) | Proeminência (m) | Colo (m) |
| -- | ------------------ | ---------------- | ------------ | ---------------- | -------- |
| 1  | Daxue Shan         | China            | 3500         | 2041             | 1459     |
| 2  | Myinmoletkat Taung | Birmânia         | 2072         | 1857             | 215      |
| 3  | Doi Inthanon       | Tailândia        | 2565         | 1850             | 730      |
| 4  | Loi Leng           | Birmânia         | 2673         | 1823             | 850      |
| 5  | Phnom Aural        | Camboja          | 1810         | 1741             | 215      |
| 6  | Nattaung           | Birmânia         | 2623         | 1726             | 897      |
| 7  | Hunhua Shan        | China            | 3420         | 1718             | 1702     |
| 8  | Mela Taung         | Birmânia         | 2080         | 1707             | 373      |
| 9  | Phu Soi Dao        | Tailândia / Laos | 2120         | 1664             | 456      |
| 10 | Phou Khe           | Tailândia / Laos | 2079         | 1646             | 433      |
| 11 | Mong Ling Shan     | Birmânia         | 2641         | 1625             | 1016     |
| 12 | Loi Pangnao        | Birmânia         | 2563         | 1596             | 967      |
| 13 | Point 2519         | Birmânia         | 2519         | 1589             | 930      |
| 14 | Phnum Samkos       | Camboja          | 1750         | 1571             | 179      |
| 15 | Point 2995         | China            | 2995         | 1544             | 1451     |

## Península Malaia

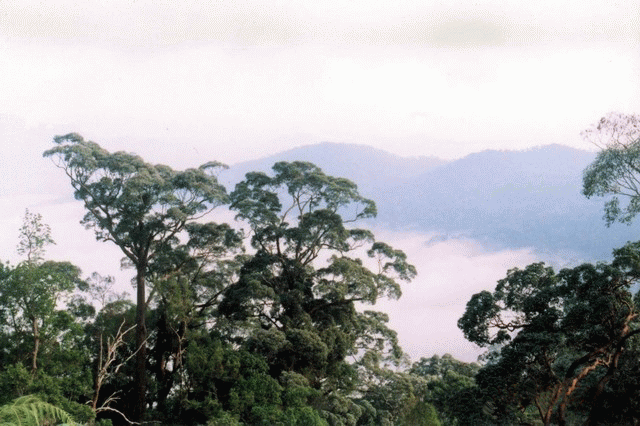
Monte Tahan, Malásia

| N. | Pico             | País      | Altitude (m) | Proeminência (m) | Colo (m) |
| -- | ---------------- | --------- | ------------ | ---------------- | -------- |
| 1  | Monte Tahan      | Malásia   | 2187         | 2140             | 46       |
| 2  | Monte Yong Belar | Malásia   | 2180         | 1991             | 189      |
| 3  | Monte Benum      | Malásia   | 2107         | 1950             | 157      |
| 4  | Khao Luang       | Tailândia | 1780         | 1715             | 65       |
| 5  | Monte Bintang    | Malásia   | 1862         | 1570             | 292      |

## Cordilheira Anamitae montanhas orientais

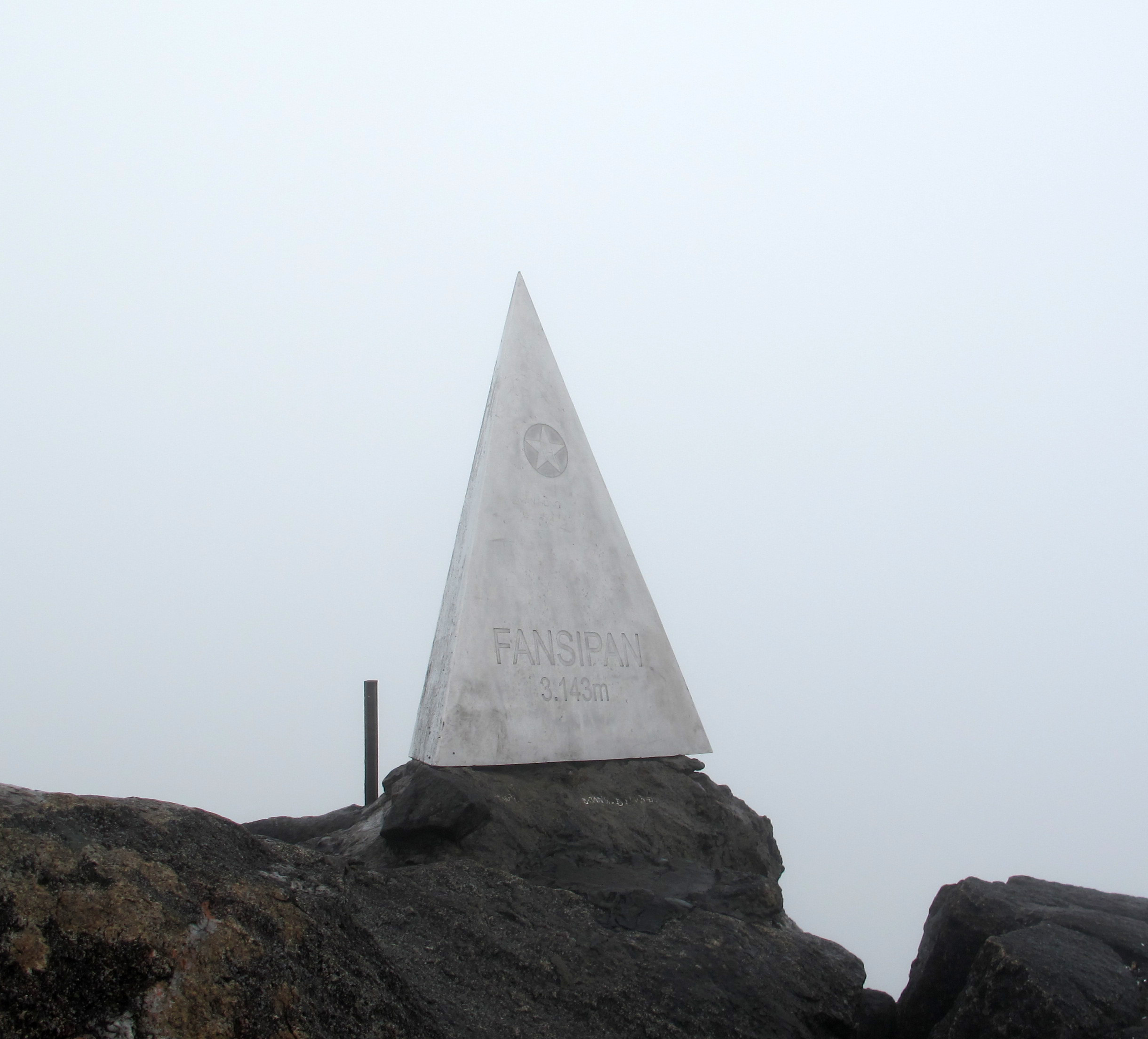
Fansipan, Vietname

| N. | Pico             | País             | Altitude (m) | Proeminência (m) | Colo (m) |
| -- | ---------------- | ---------------- | ------------ | ---------------- | -------- |
| 1  | Ngọc Linh        | Vietname         | 2598         | 2208             | 390      |
| 2  | Phou Bia         | Laos             | 2830         | 2079             | 751      |
| 3  | Chu Yang Sin     | Vietname         | 2420         | 2055             | 365      |
| 4  | Phu Luong        | Vietname         | 2985         | 1930             | 1055     |
| 5  | Phu Si Lung      | China / Vietname | 3076         | 1750             | 1326     |
| 6  | Phu Tra          | Vietname         | 2540         | 1670             | 870      |
| 7  | Phu Xai Lai Leng | Laos / Vietname  | 2720         | 1623             | 1097     |
| 8  | Fansipan         | Vietname         | 3143         | 1613             | 1530     |
| 9  | Rao Co           | Laos / Vietname  | 2286         | 1610             | 676      |
| 10 | Kiou Leou Ti     | Vietname         | 2402         | 1570             | 832      |
| 11 | Yanyanpo         | China            | 2990         | 1502             | 1055     |